# Орден Святого Георгия Особого Маньчжурского отряда
Орден Св. Великомученика и Победоносца Георгия Особого Манчжурского Отряда — военная награда Белой Армии, созданная для Особого Маньчжурского Отряда Атамана Семенова.

## История
Первым кавалером ордена Св. Георгия Особого Маньчжурского Отряда стал офицер Японской императорской армии майор Такеда. Награждение орденом Святого Георгия осуществлялось по постановлению Георгиевской Думы ОМО, состоявшей из старших офицеров отряда — георгиевских кавалеров, и утверждалось непосредственно атаманом Семеновым. Представления к награждению осуществлялись на основании «Статута Военного Ордена Святого Великомученика и Победоносца Георгия» Российской Империи.

## Описание
Выделяются 3 разновидности, отличающиеся видом креста:
1-й тип: Серебряный цельноштампованный крест, лицевая сторона позолоченного медальона которого покрывалась красным лаком, лучи и оборотная сторона медальона — белым. Вокруг медальона и лучей креста проходила широкая синяя кайма. На лицевой стороне креста, на верхнем луче креста изображение солнца в лучах, на левом литера «О», на нижнем «М» и на правом «О» (начертание с завитками), что означает «Особый Маньчжурский отряд». На оборотной стороне на верхнем луче дата учреждения «1918».

Обратная сторона креста 1 типа

2-й тип: Золотой крест, копирующий по технике исполнения офицерский орден Св. Георгия; литеры «О» «М» «О» прямого начертания, синяя кайма отсутствует. Судя по качеству, изготавливался скорее всего уже в эмиграции.
3-й тип. Бронзовый литой крест с литерами «ОМО» на фоне черного медальона и изображением солнца на особой накладке диаметром 9 мм. Лучи покрыты белой эмалью, без синей окантовки, и лишены каких либо эмблем и надписей.